# Wilhelm Stross
Wilhelm Stross (* 5. November 1907 in Eitorf; † 18. Januar 1966 in Rottach-Egern) war ein deutscher Geiger und Dirigent. Er war Professor an den Musikhochschulen in München und Köln sowie Primarius des Stross-Quartetts.

## Leben
Wilhelm Stross war Sohn des Musikdirektors Carl Stross und dessen Ehefrau Auguste Stross, geborene Killmeyer. Schon früh erhielt er Klavier- und Geigenunterricht und gab mit sieben Jahren ein Solokonzert im Garnisonslazarett auf dem Michaelsberg in Siegburg. Mit zehn Jahren wurde er in die Meisterklasse des Joseph-Joachim-Schülers Bram Eldering am Kölner Konservatorium aufgenommen. Auch der Dirigent Hermann Abendroth gehörte zu seinen Lehrern. Fünf Jahre später starb Stross’ Vater, so dass er sein eigenes Auskommen finden musste. Er bekam eine staatliche Freistelle an der neu gegründeten Staatlichen Musikhochschule Köln. Im Jahr 1928 gewann er 22-jährig den renommierten Mendelssohn-Preis. 1930 legte er seine künstlerische Reifeprüfung mit Auszeichnung ab.
Stross ging noch im gleichen Jahr nach Berlin, wo er als Konzertmeister des Kammerorchesters von Edwin Fischer wirkte und bei Carl Flesch seine Studien fortsetzte. 1932 wurde er von der Pianistin Elly Ney zusammen mit dem Cellisten Ludwig Hoelscher in das zweite Elly-Ney-Trio berufen und feierte mit diesem internationale Erfolge.
Im Jahr 1934 wurde er als Nachfolger von Felix Berber als Deutschlands jüngster Akademie-Professor an die damalige Akademie der Tonkunst, heute Hochschule für Musik und Theater München in München geholt. Hier stellte er mit dem Cellisten Anton Walter, dem Bratschisten Valentin Härtl und mit Anton Huber als zweitem Geiger das Stross-Quartett, das sich bald als eine der führenden Kammermusikvereinigungen etablierte, neu auf. 1936 kam es kurzzeitig zu einer Duo-Verbindung mit Claudio Arrau, die aber mit der Emigration des Pianisten nach Amerika ein Ende fand. 1941 gründete Stross das nach ihm benannte Kammerorchester. Mit diesem erneuerte er eine barocke Tradition: das Ensemble musizierte ohne Taktstockdirigenten im Stehen und wurde von Stross vom ersten Pult aus geleitet. 1943 suchte er die Verbindung zur Bläservereinigung der Wiener Philharmoniker (die Kammermusikgemeinschaft dauerte bis 1962 an. Mit ihr nahm er u. a. das Beethoven-Septett und das Schubert-Oktett auf). 1944 nahm Adolf Hitler den von ihm verehrten und vom Kriegseinsatz befreiten Stargeiger in die sogenannte Gottbegnadeten-Liste auf, wodurch ihm und seinen Quartett-Kollegen ein Kriegseinsatz erspart wurde.
Von 1951 bis 1954 lehrte er als Professor an der Hochschule für Musik Köln. 1954 erfolgte eine erneute Berufung als Professor an die Staatliche Hochschule für Musik in München. Von dort aus absolvierte er mit seinem Quartett und seinem Kammerorchester Tourneen in viele Länder Europas, in den Vorderen Orient und mehrfach nach Asien. 1955 begleitete Stross als deutscher „Botschafter der Musik“ Konrad Adenauer auf dessen historischer Reise in die Sowjetunion. Die Konzerte in Moskau und Leningrad fanden ein begeistertes Echo und mussten mehrfach wiederholt werden. Das von Adenauer und Charles de Gaulle begonnene Werk der deutsch-französischen Versöhnung gestaltete das Stross-Quartett auf seine Art mit: Zusammen mit dem französischen Loewenguth-Quartett führt man ab 1957 ungewöhnliche Programme auf, indem man sich zu „national-gemischten“ Quartetten, Sextetten und Oktetten zusammenfand und in den europäischen Metropolen gastierte. Immer aber blieb sein Wirken als Violinpädagoge zentral. So wurde die Münchner Musikhochschule zu einer international ausstrahlenden „Geiger-Schmiede“, die zahlreiche Konzertmeister und Solisten hervorbrachte, wie Yūko Shiokawa, Takaya Urakawa, Oscar Yatco und andere. Die größte Wirksamkeit als Pädagoge entfaltete Stross aber als Vermittler einer Kammermusik-Tradition, die sich auf Joseph Joachim berufen konnte. So gründeten sich in den 1960er Jahren zahlreiche Quartett-Vereinigungen mit Stross-Schülern als Primarii (beispielhaft seien genannt: Heinz Endres, Erich Keller, Josef Märkl, Gerhard Seitz, Ingo Sinnhoffer, Kurt-Christian Stier – allesamt später Konzertmeister und/oder Professoren an der Münchner Musikhochschule).
Stross war verheiratet mit Ruth Hasse (1913–2009), einer Tochter des Reger-Schülers Martin Karl Hasse und hatte mit ihr drei Kinder. Er ist auf dem evangelischen Friedhof an seinem letzten Wohnort Rottach-Egern am Tegernsee begraben.

## Auszeichnungen
- Mendelssohn-Bartholdy-Preis Berlin 1928
- Benennung Willi-Stross-Weg in Siegburg-Kaldauen.
- Benennung Professor-Stross-Weg in Rottach-Egern

## Diskografie – Schallplatten / CDs
- Beethoven, Septett Es Dur op. 20 für Violine, Viola, Violoncello, Horn, Klarinette, Fagott, Bass mit Wilhelm Stross,V.,Valentin Härtl,Va. Rudolf Metzmacher, Vcl.; Bläservereinigung der Wiener Philharmoniker (Wlach, Freiberg, Öhlberger); Label: Elite
- Mozart, Quartett in g-moll für Klavier, Violine, Viola, Violoncello KV 478 H.E. Riebensam, Klavier + Stross-Quartett; Label: Elite
- Schubert: Oktett F-Dur op. 166 mit Strossquartett und Bläservereinigung der Wiener Philharmoniker; Label: Elite
- Mozart, Horn-Quintett Es-Dur KV 407 mit Stross-Quartett und Gottfried Ritter von Freiberg, Horn; + C. M. von Weber 'Gran Quintetto' für Klarinette und Streichquartett op. 34 mit Strossquartett und Leopold Wlach, Cla.; Label: Elite
- Schubert Streichquintett D 956 + Reger Streichquartett op. 121; Label Sound Star -History-